# 塞夫达·卡拉贾·德米尔
塞夫达·卡拉贾·德米尔（土耳其語：Sevda Karaca Demir；1984年—）是土耳其的一名记者和政治家，为霍查主义政党劳动党的成员。她出生在阿达纳的一个纺织工人家庭。曾在中東科技大學学习政治学。2007年，开始担任报纸《普世》的记者，并参与创办生活之声电视台。在生活之声电视台，她是驻安卡拉的记者，还是关注女工权利的节目《面包和玫瑰》的主持人。2023年6月至今，任土耳其大国民议会议员，代表加济安泰普第一选区。